# Noche de estrellas
Singles de Jose de Rico
Rayos de sol
(2012)
Noche de estrellas est une chanson du DJ espagnol Jose de Rico en featuring avec ses acolytes Jay Santos et Henry Mendez. Le single sort sous le label du DJ, Roster Music. La chanson se classe numéro 5 en Espagne, 157 en France, et 11 du Club 40.

## Classement par pays
| Classement (2012)    | Meilleure position |
| -------------------- | ------------------ |
| Espagne (PROMUSICAE) | 5                  |
| France (SNEP)        | 17                 |
| France (Club 40)     | 11                 |